# Delage Type A
La Type A è un'autovettura di fascia medio-bassa prodotta nel 1905 dalla casa automobilistica francese Delage.

## Profilo
La Type A fu la prima vettura prodotta con il marchio Delage: si trattava di una piccola phaeton di fascia medio-bassa, categoria che non corrisponde alla fascia medio-bassa attuale, in quanto nei primi anni del XX secolo ed anche nei due decenni successivi, anche la classe medio-bassa rimaneva comunque una classe non alla portata di tutti, poiché l'automobile era ancora un bene esclusivo.
La Type A montava un motore monocilindrico di origine De Dion-Bouton, da 1059 cm³ di cilindrata, in grado di erogare una potenza massima di 6 CV.
Fu prodotta nel solo 1905 e fu sostituita, poco più di un anno dopo, dalle Delage Type E, F e G, di cilindrata analoga.